# Rage for Order
Rage For Order é o segundo álbum de estúdio lançado pela banda Queensrÿche em 1986.
Na época a banda era formada por Geoff Tate (vocalista e tecladista), Chris DeGarmo (vocalista e guitarrista), Michael Wilton (vocalista e guitarrista), Eddie Jackson (vocalista e baixista), Scott Rockenfield (baterista e percussionista) e Neil Kernon (tecladista).

## Faixas
1. Walk In The Shadows - (Chris DeGarmo, Geoff Tate, Michael Wilton)
2. I Dream In Infrared - (Tate, Wilton)
3. Whisper - (DeGarmo)
4. Gonna Get Close To You - (Lisa Dalbello)
5. Killing Words - (DeGarmo, Tate)
6. Surgical Strike - (DeGarmo, Wilton)
7. Neue Regal - (DeGarmo, Tate)
8. Chemical Youth - (Tate, Wilton)
9. London - (DeGarmo, Tate, Wilton)
10. Screaming In Digital - (DeGarmo, Tate, Wilton)
11. I Will Remember - (DeGarmo)

Em 2005, o álbum foi reeditado e lançado com as seguintes faixas extras:
1. Gonna Get Close to You (12" version) - (Lisa Dalbello)
2. The Killing Words (ao vivo) - (DeGarmo, Tate)
3. I Dream in Infrared (remix acústico de 1991) - (Tate, Wilton)
4. Walk in the Shadows (ao vivo) - (DeGarmo, Tate, Wilton)